# Linia kolejowa nr 342
Linia kolejowa nr 342 – jednotorowa, niezelektryfikowana linia kolejowa znaczenia miejscowego łącząca stację Jerzmanice-Zdrój ze stacją Wilków Złotoryjski.

## Historia
Linia została otwarta 15 (lub 18) maja 1951 roku. Ruch pasażerski był na niej prowadzony w latach 1952-59. W 1999 roku ruch na linii zamknięto.